# AG-11 (Spanje)

De AG-11

De AG-11 of Autovía de Barbanza (Galicisch: Autovía do Barbanza) is een autovía in Galicië en verbindt Padrón met Ribeira over een afstand van 40 kilometer. De volledige snelweg werden opengesteld in 2008.